# Flavio Fama
Flavio Sergio Fama (Catamarca, 26 de septiembre de 1960) es un ingeniero agrimensor y político radical argentino que ejerce como Senador Nacional en representación de la provincia de Catamarca desde el año 2021, previamente fue rector de la Universidad Nacional de Catamarca desde 2007 hasta 2021 y ocupó cargos como funcionario durante la gobernación de Arnoldo Aníbal Castillo, también de la Unión Cívica Radical.
Fama se recibió en ingeniería en agrimensura en la Universidad Nacional de Catamarca en 1986, momento a partir del cual comenzó a ejercer como docente en la misma facultad. Su primera experiencia en la función pública fue entre 1992 y 1996, como Director de Informática de la Provincia de Catamarca, de la mano del gobernador radical Arnoldo Aníbal Castillo. Después de esto, fue decano de la Facultad de Tecnología y Ciencias Aplicadas entre 1999 y 2007, tiempo durante el cual integró y presidió el Consejo Federal de Decanos de Ingeniería (CONFEDI) y fue vicepresidente de la Asociación Iberoamericana de Enseñanza de la Ingeniería (ASIBEI). En 2007 fue elegido rector de la Universidad, cargo que ocuparía hasta 2021, llegando a integrar y presidir el Consejo Interuniversitario Nacional (CIN).
Luego de varios años fuera de la política activa, Fama se retiró del rectorado para presentarse como candidato a Senador Nacional en las elecciones legislativas de 2021, conformando la lista «Cambia Catamarca» con la igualmente radical Silvina Acevedo Liedelich como compañera de fórmula y disputando las elecciones primarias de la coalición Juntos por el Cambio. Dentro de la Unión Cívica Radical, se le consideró nacionalmente implicado en el espacio de Martín Lousteau. Obtuvo un triunfo ajustado con el 52,33% de los votos emitidos a la alianza, derrotando a la lista «Adelante Catamarca» que integraban Daniel Eduardo Ríos y Claudia Alejandra Moreno, y pasó a las elecciones generales. En las generales la lista se ubicó en segundo lugar con un 37,12% de los votos válidamente emitidos contra el 50,76% de la lista del Frente de Todos, que llevaba a la exgobernadora Lucía Corpacci como primera candidata. Fama resultó de este modo electo Senador por la minoría, con mandato hasta 2027.
Actualmente, Fama es candidato a gobernador de Catamarca por la coalición Juntos por el Cambio en las elecciones provinciales de 2023, tras vencer a Rubén Manzi en las elecciones primarias del 13 de agosto.: